# GeoRSS
GeoRSS es un conjunto de estándares para representar información geográfica mediante el uso de capas y está construido dentro de la familia de estándares RSS.
En las GeoRSS, el contenido consiste en puntos de interés georreferenciados y otras anotaciones y las fuentes se diseñan para generar mapas.
GeoRSS puede utilizarse como RSS 1.0, 2.0 y Atom, el último estándar IETF.

## Ejemplo
Aquí es un ejemplo GeoRSS Simple usando Atom.
```
 
<?xml version="1.0" encoding="utf-8"?>

 
<feed
 
xmlns=
"http://www.w3.org/2005/Atom"
 

       
xmlns:georss=
"http://www.georss.org/georss"
>

   
<title>
Earthquakes
</title>

   
<subtitle>
International
 
earthquake
 
observation
 
labs
</subtitle>

   
<link
 
href=
"http://example.org/"
/>

   
<updated>
2005-12-13T18:30:02Z
</updated>

   
<author>

      
<name>
Dr.
 
Thaddeus
 
Remor
</name>

      
<email>
tremor@quakelab.edu
</email>

   
</author>

   
<id>
urn:uuid:60a76c80-d399-11d9-b93C-0003939e0af6
</id>

   
<entry>

      
<title>
M
 
3.2,
 
Mona
 
Passage
</title>

      
<link
 
href=
"http://example.org/2005/09/09/atom01"
/>

      
<id>
urn:uuid:1225c695-cfb8-4ebb-aaaa-80da344efa6a
</id>

      
<updated>
2005-08-17T07:02:32Z
</updated>

      
<summary>
We
 
just
 
had
 
a
 
big
 
one.
</summary>

      
<georss:point>
45.256
 
-71.92
</georss:point>

    
</entry>

 
</feed>

```

Aquí es un fragmento de un esquema para un GML GeoRSS codificación para RSS 2.0 
```
  
<?xml version="1.0" encoding="UTF-8"?>

  
<rss
 
version=
"2.0"
 

       
xmlns:georss=
"http://www.georss.org/georss"
 

       
xmlns:gml=
"http://www.opengis.net/gml"
>

    
<channel>

    
<link>
http://maps.google.com
</link>

    
<title>
Cambridge
 
Neighborhoods
</title>

    
<description>
One
 
guy's
 
view
 
of
 
Cambridge,
 
MA
</description>

    
<item>

      
<guid
 
isPermaLink=
"false"
>
00000111c36421c1321d3
</guid>

      
<pubDate>
Thu,
 
05
 
Apr
 
2007
 
20:16:31
 
+0000
</pubDate>

      
<title>
Central
 
Square
</title>

      
<description>
The
 
heart
 
and
 
soul
 
of
 
the
 
"old"
 
Cambridge.
 
Depending
 
on
 
where
 
you
 

               
stand,
 
you
 
can
 
feel
 
like
 
you're
 
in
 
the
 
1970s
 
or
 
2020.
</description>

      
<author>
rajrsingh
</author>

      
<gml:Polygon>

        
<gml:exterior>

          
<gml:LinearRing>

            
<gml:posList>

              
-71.106216
 
42.366661

              
-71.105576
 
42.367104

              
-71.104378
 
42.367134

              
-71.103729
 
42.366249

              
-71.098793
 
42.363331

              
-71.101028
 
42.362541

              
-71.106865
 
42.366123

              
-71.106216
 
42.366661

            
</gml:posList>

          
</gml:LinearRing>

        
</gml:exterior>

      
</gml:Polygon>

    
</item>

    
<item>

      
<guid
 
isPermaLink=
"false"
>
00000111c365564928974
</guid>

      
<pubDate>
Thu,
 
05
 
Apr
 
2007
 
20:17:50
 
+0000
</pubDate>

      
<title>
MIT
</title>

      
<description>
Massachusetts
 
Institute
 
of
 
Technology
</description>

      
<author>
rajrsingh
</author>

      
<gml:Polygon>

      
<Snip
 
and
 
end
 
fragment
>

```

Aquí es ejemplo de W3C geo GeoRSS
```
 
<?xml version="1.0"?>

 
<?xml-stylesheet href="/eqcenter/catalogs/rssxsl.php?feed=eqs7day-M5.xml" type="text/xsl" 

                  media="screen"?>

 
<rss
 
version=
"2.0"
 

      
xmlns:geo=
"http://www.w3.org/2003/01/geo/wgs84_pos#"
 

      
xmlns:dc=
"http://purl.org/dc/elements/1.1/"
>

  
<channel>

     
<title>
USGS
 
M5+
 
Earthquakes
</title>

     
<description>
Real-time,
 
worldwide
 
earthquake
 
list
 
for
 
the
 
past
 
7
 
days
</description>

     
<link>
https://web.archive.org/web/20091027192037/http://earthquake.usgs.gov/eqcenter/
</link>

     
<dc:publisher>
U.S.
 
Geological
 
Survey
</dc:publisher>

     
<pubDate>
Thu,
 
27
 
Dec
 
2007
 
23:56:15
 
PST
</pubDate>

     
<item>

       
<pubDate>
Fri,
 
28
 
Dec
 
2007
 
05:24:17
 
GMT
</pubDate>

         
<title>
M
 
5.3,
 
northern
 
Sumatra,
 
Indonesia
</title>

         
<description>
December
 
28,
 
2007
 
05:24:17
 
GMT
</description>

         
<link>
http://earthquake.usgs.gov/eqcenter/recenteqsww/Quakes/us2007llai.php
</link>

         
<geo:lat>
5.5319
</geo:lat>

         
<geo:long>
95.8972
</geo:long>

       
</item>

     
</channel>

   
</rss>

```

Este es un pequeño ejemplo de fichero GeoRSS adaptado desde el Yahoo! Maps Web Services.
```
<?xml version="1.0" encoding="UTF-8"?>
<rss version="2.0" xmlns:geo="
http://www.w3.org/2003/01/geo/wgs84_pos#
"
  xmlns:ymaps="
https://web.archive.org/web/20070813011232/http://api.maps.yahoo.com/Maps/V2/AnnotatedMaps.xsd
">
  <channel>
    <title>Sample GeoRSS feed</title>
    <description>Sample GeoRSS feed</description>
    <item>
      <title>Yahoo! Sunnyvale</title>
      <link><![CDATA[1]]></link>
      <description>Sunnyvale Campus</description>
      <
geo:lat
>37.416384</
geo:lat
>
      <
geo:long
>-122.024853</
geo:long
>
    </item>
  </channel>
</rss>
```

## Ejemplos o GeoRSS implementaciones
Ejemplo feeds
- Earthpublisher, Press Releases around the world (W3C GeoRSS)
- GeoNetwork opensource: Simple and GML -feeds.
- USGS Real-time, worldwide earthquake list for the past 7 days (W3C GeoRSS)

Uso y aplicación
- Google Maps: Google Maps API blog posting on Google support for the Simple, GML, and W3C Geo encodings of GeoRSS
- Yahoo Maps Archivado el 15 de marzo de 2015 en Wayback Machine., a reference on using GeoRSS in the Yahoo Maps Web Services.
- Bing Maps: Microsoft Virtual Earth support for GeoRSS geo, simple, and GML.
- GeoPress WordPress and MovableType plugins for adding GeoRSS to your blog.
- GeoRSS Module Drupal module for adding GeoRSS to your Drupal website.
- Mapufacture GeoRSS Feed Aggregator.

Proyectos de código abierto
- OpenLayers Demo using the OpenLayers GeoRSS parser. GeoRSS geo and simple are supported.
- Worldkit Both GeoRSS Simple and GeoRSS GML are supported.
- GeoServer
- The OGR Library provides support for read and write access to GeoRSS data.

Productos
- Cadcorp GeoRSS built into Cadcorp SIS.
- CubeWerx WFS The new release of the CubeWerx OGC Web Feature Service product supports GeoRSS GML.
- Ionic/Leica Geosystems Archivado el 28 de septiembre de 2007 en Wayback Machine. The use of GeoRSS in Ionic redSpider products
- Bay of Islands Contains GeoRSS information about local accommodation

Fun Sites Based en GeoRSS
- Twitter Updates from World Archivado el 9 de mayo de 2020 en Wayback Machine.
- Flickr Updates from World
- Facebook Updates from World

## Nota
- 1. ↑  RSS es un formato XML utilizado para describir canales de contenido como artículos de noticias, listas de mp3 y entradas de blogs. La alimentación RSS es renderizada por programas como agregadores o navegadores web.